# Uklyn
Uklyn, česky také Uklina (ukrajinsky Уклин, maďarsky Aklos) je osada obce Poljana, ve vesnické komunitě Poljana, v Mukačevském okrese Zakarpatské oblasti Ukrajiny. V roce 2025 zde žilo 394 obyvatel.
Na území osady je průsmyk Uklyn (551,9 m n. m.), přes který vede silnice z Vereckého průsmyku do Mukačeva. Na sever a východ od vesnice Uklyn je Ždymírská rezervace (123,9 ha).
První písemná zmínka o vsi pochází z roku 1649. Ve vsi je dřevěný kostelík svatých apoštolů Petra a Pavla (z přelomu 18. a 19. století) a nový zděný kostel z roku 1992, který je též zasvěcen zmíněným apoštolům.